# Daviscupový tým Ekvádoru
Daviscupový tým Ekvádoru reprezentuje Ekvádor v Davisově poháru od roku 1961 pod vedením národního tenisového svazu Federación Ecuatoriana de Tenis.
V rámci šestnáctičlenné Světové skupiny, hrané v letech 1981–2018, celek postoupil jedinkrát do čtvrtfinále v roce 1985. V něm podlehl Československu 0:5 na zápasy. V Davis Cupu 1967 vyhrál Americkou zónu, ovšem následně v barcelonském mezipásmovém semifinále nestačil na Španělsko 0:5. V Davis Cupu 2019 tým vyhrál utkání I. skupiny Americké zóny nad Venezuelou 4:0 na zápasy.
Týmovým statistikám vévodí Nicolás Lapentti s nejvyšším počtem 61 vyhraných zápasů, 41 vítězných dvouher a 20 čtyřher (jako Andrés Gómez). Lapentti pak drží historický daviscupový rekord v počtu 13 vyhraných pětisetových utkání.

## Složení týmu 2022
- Emilio Gómez
- Roberto Quiroz
- Antonio Cyetano March
- Diego Hidalgo
- Gonzalo Escobar (čtyřhra)